# Globulizzazione
La globulizzazione, in metallurgia, è un fenomeno di coalescenza della massa cristallina di una lega che favorisce la formazione di ammassi globulari in seno alla matrice metallica. Il processo di globulizzazione, che migliora le proprietà meccaniche in quanto riduce la fragilità del materiale, si effettua con particolari trattamenti termici sia nelle ghise (ghisa sferoidale o nodulare) sia negli acciai; per quanto riguarda questi ultimi, il trattamento è detto anche sferoidizzazione o ricottura di coalescenza.